# Edelsitz Permering

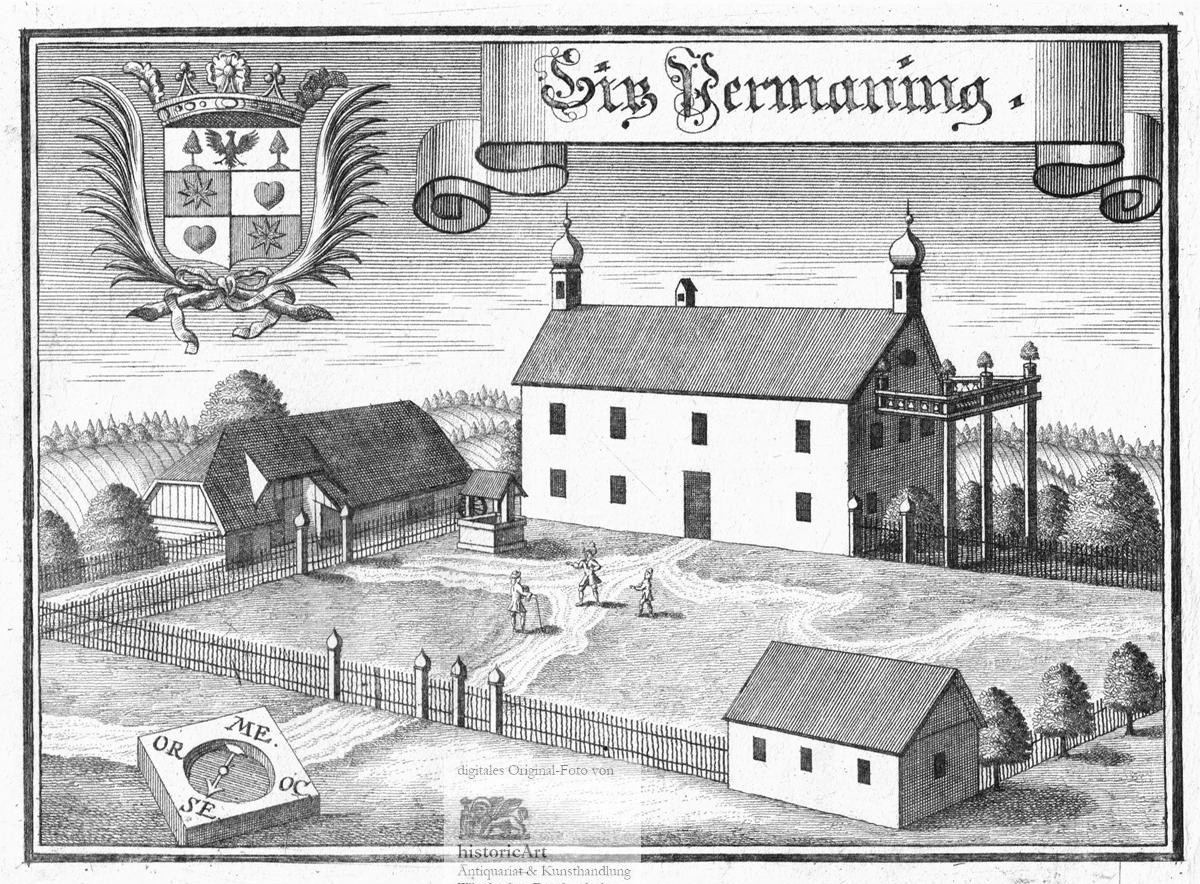
Der Edelsitz Permering vor dem spätbarocken Neubau

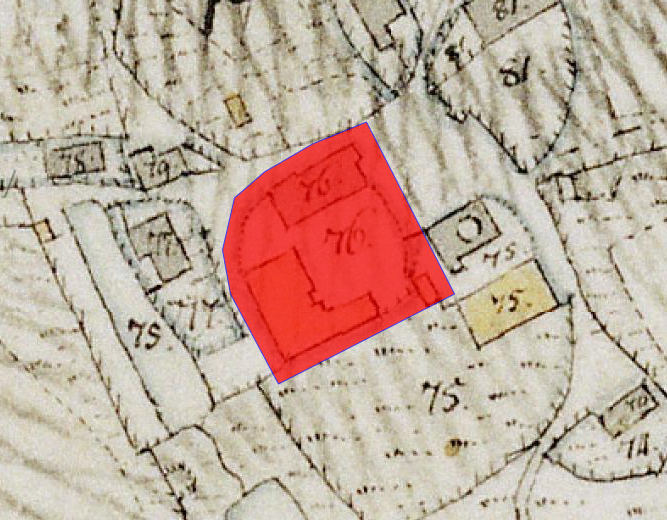
Lageplan des Edelsitzes Permering auf dem Urkataster von Bayern

Der frühere Edelsitz Permering im Jahr 2023

Der frühere Edelsitz Permering in der Ortschaft Permering etwa sieben Kilometer nordwestlich von Dorfen in der Gemeinde Taufkirchen an der Vils im oberbayerischen Landkreis Erding ist heute ein Gasthaus, der Permeringer Hof. Die Anlage wird als Bodendenkmal unter der Aktennummer D-1-7638-0207 im Bayernatlas als „untertägige spätmittelalterliche und frühneuzeitliche Befunde im Bereich des ehem. Schlosses Permering“ geführt.

## Geschichte
Permering war ein Edelsitz, der zum Pfleggericht Erding des Rentamtes Landshut gehörte. Im 15. Jahrhundert war er im Besitz der Grantinger. Die Landtafel Herzog Georgs des Reichen nennt 1485 Wilhelm Grantinger auf dem Sitz Perngering. Um 1560 kam er dann in den Besitz der der Neuchinger, die den Sitz um 1600 an David Strobl verkauften. Der rechtliche Status war im 16. und 17. Jahrhundert häufig umstritten. Das Gebäude des Edelsitzes, ein von der Familie von Ruffin errichteter Krüppelwalmdachbau von etwa 1750, löste einen hölzernen Edelsitz ab.
1804 erwarb es der Gastwirt Andreas Feldhofer aus Permering. Der Bau wurde leicht modernisiert und dient heute als Gasthaus.